# Ленарт при Горњем Граду
Ленарт при Горњем Граду (словен. Lenart pri Gornjem Gradu) је насељено место у општини Горњи Град, Савињска регија, Словенија.

## Историја
До територијалне реорганизације у Словенији био је у саставу старе општине Мозирје.

## Становништво
У попису становништва из 2011. године, Ленарт при Горњем Граду имао је 147 становника.
| Број становника према пописима | Број становника према пописима | Број становника према пописима |
| ------------------------------ | ------------------------------ | ------------------------------ |
| 1991                           | 2002                           | 2011                           |
| 153                            | 142                            | 147                            |

Напомена: До 1955. исказивано под именом Свети Ленарт.